# دومیکان (روستا)
دومیکان (به لاتین: Domikan) یک منطقهٔ مسکونی در روسیه است که در استان آمور واقع شده‌است.